# Bembé

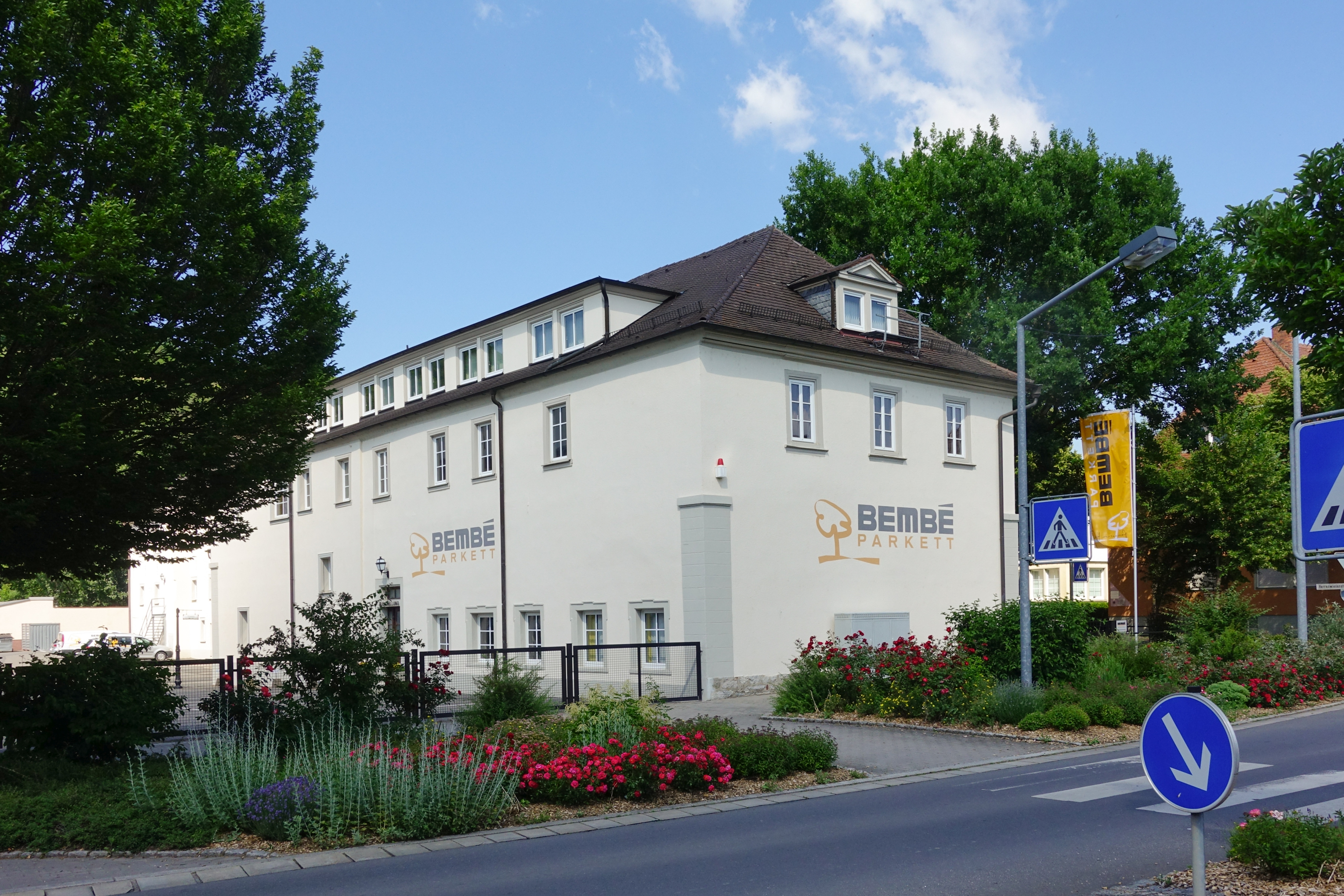
Firmensitz in Bad Mergentheim

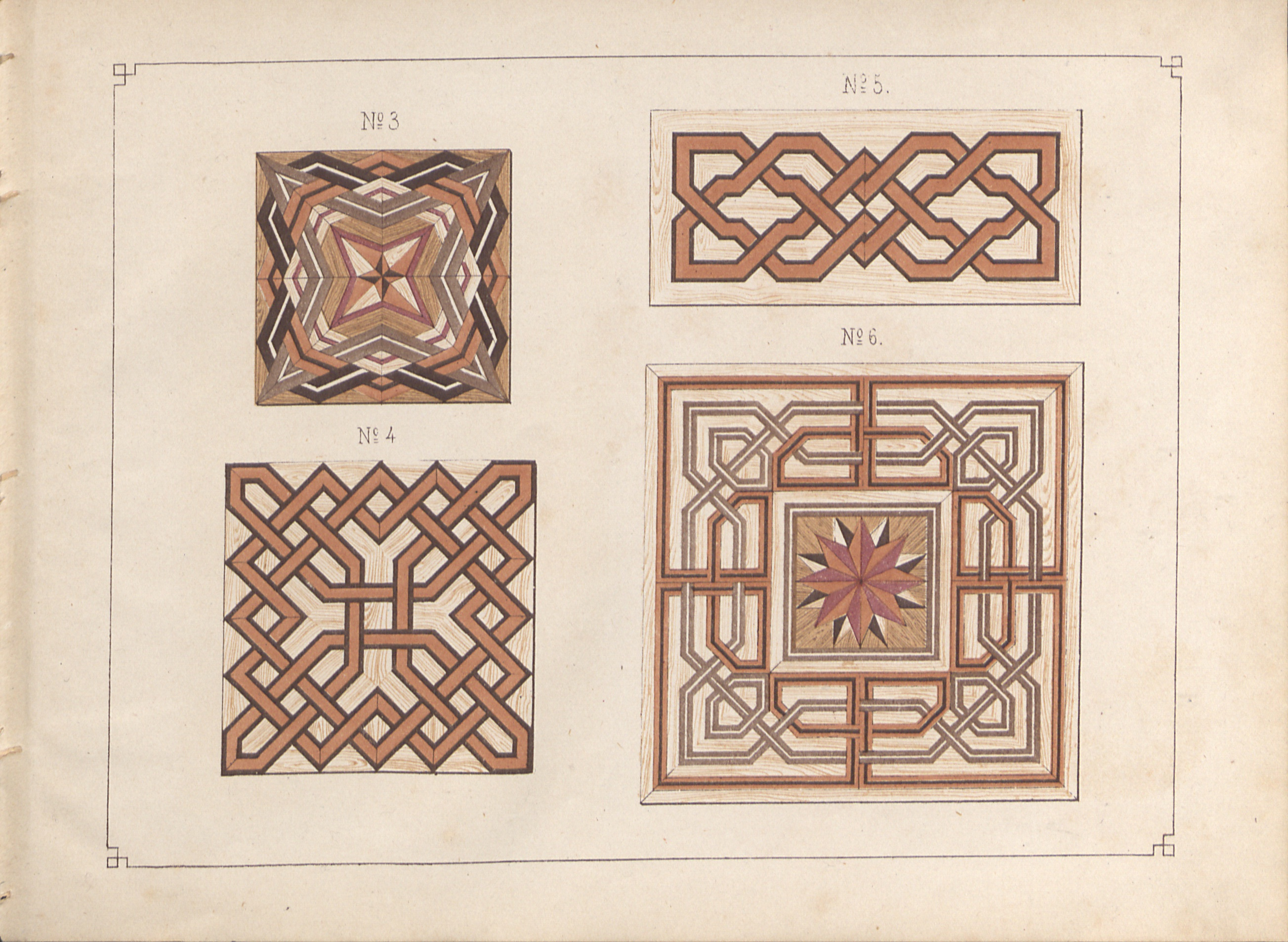
Musterbuch der Parquetböden-Fabrik von Anton Bembé, um 1870

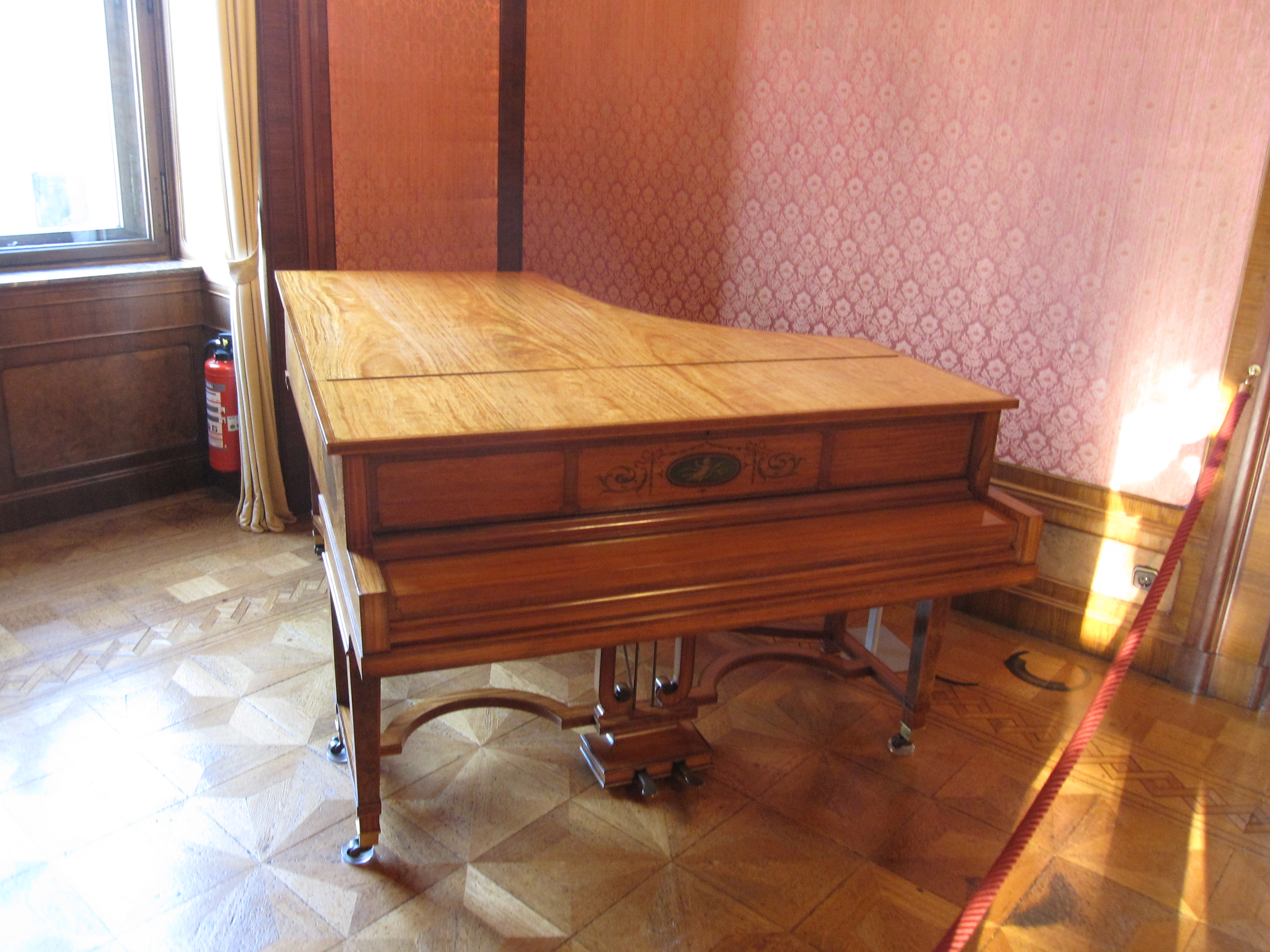
Der Flügel im Empire-Stil wurde um 1905 von dem Hof-Piano-Fabrikanten Rud. Ibach Sohn für das Musikzimmer der Familie Krupp in Villa Hügel angefertigt. Den Entwurf für das Instrumentengehäuse lieferte A. Bembé.

Bembé ist ein Parketthersteller in Bad Mergentheim in der Rechtsform einer GmbH & Co. KG, der auf eine traditionsreiche Werkstatt für Möbelbau und Raumausstattungen in Mainz zurückgeht.
Heute hat sich das Unternehmen auf die Verlegung und Überarbeitung von Massivparkett, Mehrschichtparkett, Holznachbildungen sowie elastische Bodenbeläge spezialisiert.

## Geschichte
Johann Benedikt Bembé gründete im kurfürstlichen Mainz im Jahre 1780 ein Tapisserie- und Dekorationsgeschäft. Sein Sohn Martin erweiterte später das Geschäft und stieg als Ebenist in die Möbelherstellung ein.
1825 eröffnete Anton Bembé (1799–1861), der wie sein Vater das Tapezierhandwerk erlernt hatte, in Mainz eine Polsterer-Werkstatt, die er 1830 mit der väterlichen Werkstatt vereinigte und um neue Produktionsbereiche erweiterte. Durch den Übergang von der bloßen Möbelproduktion zu Anfertigung und Einbau kompletter Raumausstattungen auf hohem handwerklichen und gestalterischen Niveau konnte er das Unternehmen stetig ausbauen. 1840 ging eine eigene Parkettfabrik in Köln-Ehrenfeld in Betrieb, ein französischer Parkett-Spezialist bildete die Handwerker aus. 1843 wurde der Betrieb in Mainz auf industrielle Produktion mit Dampfkraft umgestellt, zu den dortigen Werkstätten zählten außer der Schreinerei auch eine Schlosserei, eine Bildhauerwerkstatt, eine Vergolderei, eine Polsterei und ein besonderes Entwurfsatelier.
Bembé wurde zu einem der führenden Anbieter in seiner Branche, unter anderem mit Aufträgen für die Ausstattung von fürstlichen Schlössern wie Schloss Peleș, Schloss Bran, oder Schloss Neuschwanstein und Schloss Charlottenburg. Das Unternehmen war Königlich Preußischer, Königlich Württembergischer, Großherzoglich Hessischer, Großherzoglich Weimarischer und Herzoglich Nassauischer Hoflieferant und wurde über mehrere Jahrzehnte immer wieder auf Ausstellungen mit Auszeichnungen geehrt:
- 1836: Preis-Medaille der gewerblichen Ausstellung in Darmstadt
- 1844: Preis-Medaille der Allgemeinen Deutschen Gewerbe-Ausstellung in Berlin
- 1862: Medaille „Honoris causa“ der Weltausstellung London 1862
- 1867: silberne Medaille der Weltausstellung Paris 1867

In der Stadtbibliothek Mainz hat sich als Unikat das als reines Arbeits- und Verbrauchsmaterial hergestellte Musterbuch der Parquetböden-Fabrik des Anton Bembé in Mainz erhalten. Es wurde um 1870 bei Victor von Zabern gedruckt und enthält 37 Farblithographien zu Mustern, Umrahmungen und besonderen Ornamenten für die Hand des erfahrenen Parkettlegers.
Nach der Revolution von 1848/1849 wurde das wohlhabende Großbürgertum zunehmend zur wichtigsten Kundschaft. Aber auch staatliche Behörden und große Unternehmen vergaben prestigeträchtige Aufträge an Bembé, so z. B. für das Hotel Adlon in Berlin, für die Kaiserlich Deutsche Botschaft in Istanbul oder für die Salons der Nordatlantik-Schnelldampfer des Norddeutschen Lloyd, die nach Entwürfen des Bremer Architekten Johann Georg Poppe ausgestattet wurden.
Nach dem Tod von August Bembé im Jahr 1880 wurde der erst kurz zuvor als Teilhaber in das nunmehr als Kommanditgesellschaft geführte Unternehmen eingetretene Kaufmann Wilhelm Preetorius Alleininhaber. Preetorius konnte die Erfolgsgeschichte unter Beibehaltung der renommierten Firma Bembé fortsetzen, bis der Erste Weltkrieg sowie die gesellschaftlichen Umbrüche und die wirtschaftlichen Schwierigkeiten der nachfolgenden Jahre das traditionelle Geschäft annähernd zum Erliegen brachten. 1925 wurde das Unternehmen verkauft, der neue Eigentümer stellte die Produktion aber nach kurzer Zeit ganz ein und veräußerte einzelne Teile davon.

## Parkettfabrik
Besonders nach der Gründung des Deutschen Reichs 1871 stieg die Nachfrage nach Parkettböden. 1877 oder 1878 wurde deshalb in Bad Mergentheim eine eigene Parkettfabrik mit neuesten Maschinen in Betrieb genommen.
Bei der Auflösung des Unternehmens Bembé 1925 kauften die Erfurter Möbelfabrikanten Ziegenhorn und Jucker die Parkettfabrik in Bad Mergentheim. Der Name des Unternehmens wurde in Bembé-Parkettfabrik Jucker & Co. KG geändert.
Den Zweiten Weltkrieg überlebte das Unternehmen mit Verlusten, konnte sich aber mit dem Wirtschaftsaufschwung der 1950er Jahre wieder erholen und wurde wieder zu einer führenden Parkettfabrik in Deutschland. Im Jahre 2004 übernahm die Unternehmerfamilie Wirthwein aus Creglingen die Anteile von Peter Juckers. 2007 hatte Bembé seine eigene Ausstellung in London. Bembé ist weltweit auch im Export tätig und verlegt pro Jahr ca. 1 Mio. m² Parkett. Ende der 80er Jahre Produktionsverlagerung nach Osteuropa, in Bad Mergentheim nur noch Verwaltung und Teillager.